# 西伯利亞礦業
西伯利亞礦業集團有限公司，（港交所：1142），是從朗迪國際換取上市。在出售紡織、禮品等業務後，現時經營蘇聯礦業，農業產品。其中蘇聯及中國業務比重最多。
現時主席為JANG Sam Ki，首席執行官為李永生。

## 連結
- 西伯利亞礦業集團